# Rivalidad futbolística entre Argentina y Francia
La rivalidad futbolística entre Argentina y Francia es el enfrentamiento entre las selecciones de fútbol de Argentina y Francia. A pesar de haberse enfrentado desde el año 1930, la rivalidad nació a principios de la década de 2020 y fue impulsada tanto por motivos futbolísticos como extrafutbolísticos.[cita requerida] A la rivalidad entre los países se le suele agregar la rivalidad individual entre Lionel Messi y Kylian Mbappé, considerados los mejores jugadores de la historia de sus respectivas selecciones y excompañeros en el Paris Saint-Germain.[¿según quién?]

## Primeros partidos

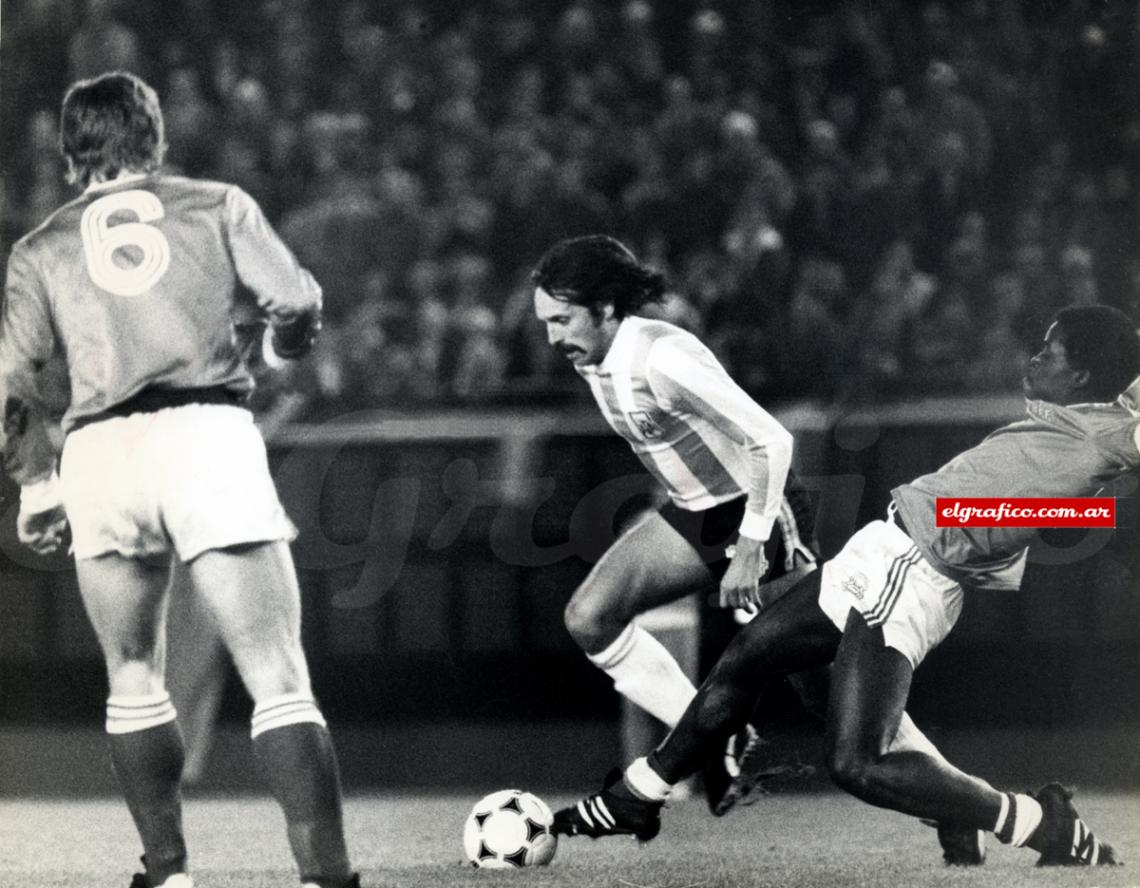
Leopoldo Luque gambeteando a los defensores franceses Christian Lopez y Marius Trésor

Se enfrentaron por primera vez en la fase de grupos de la Copa Mundial de Fútbol de 1930, en un partido parejo que fue definido finalmente por un gol de tiro libre de Luis Monti en el minuto 36 del segundo tiempo.
Se enfrentaron nuevamente en amistosos durante las décadas de 1960 y 1970. Finalmente volvieron a cruzarse en un torneo oficial en la primera fase de la Copa Mundial de Fútbol de 1978, en un partido repleto de figuras. Al final del primer tiempo, Daniel Passarella convirtió un penal en gol, pero a los 15 minutos del segundo tiempo, el goleador francés Michel Platini igualó el partido. Finalmente, a los 28 minutos del segundo tiempo, el delantero argentino Leopoldo Luque anotó un gol de volea, determinando el resultado final de 2-1 a favor de Argentina.
Durante la década de 1980 se gestó una rivalidad entre Diego Maradona y Michel Platini, quienes se disputaban desde 1984 el título de goleador de la Liga italiana, el argentino vistiendo la camiseta del Napoli y el francés representando a la Juventus. Debido a la destacada actuación individual de estos jugadores en la Copa Mundial de Fútbol de 1986, se esperaba una final Argentina-Francia. Sin embargo, los galos fueron derrotados por Alemania Occidental y terminó jugando por el tercer puesto.

## Nacimiento de la rivalidad

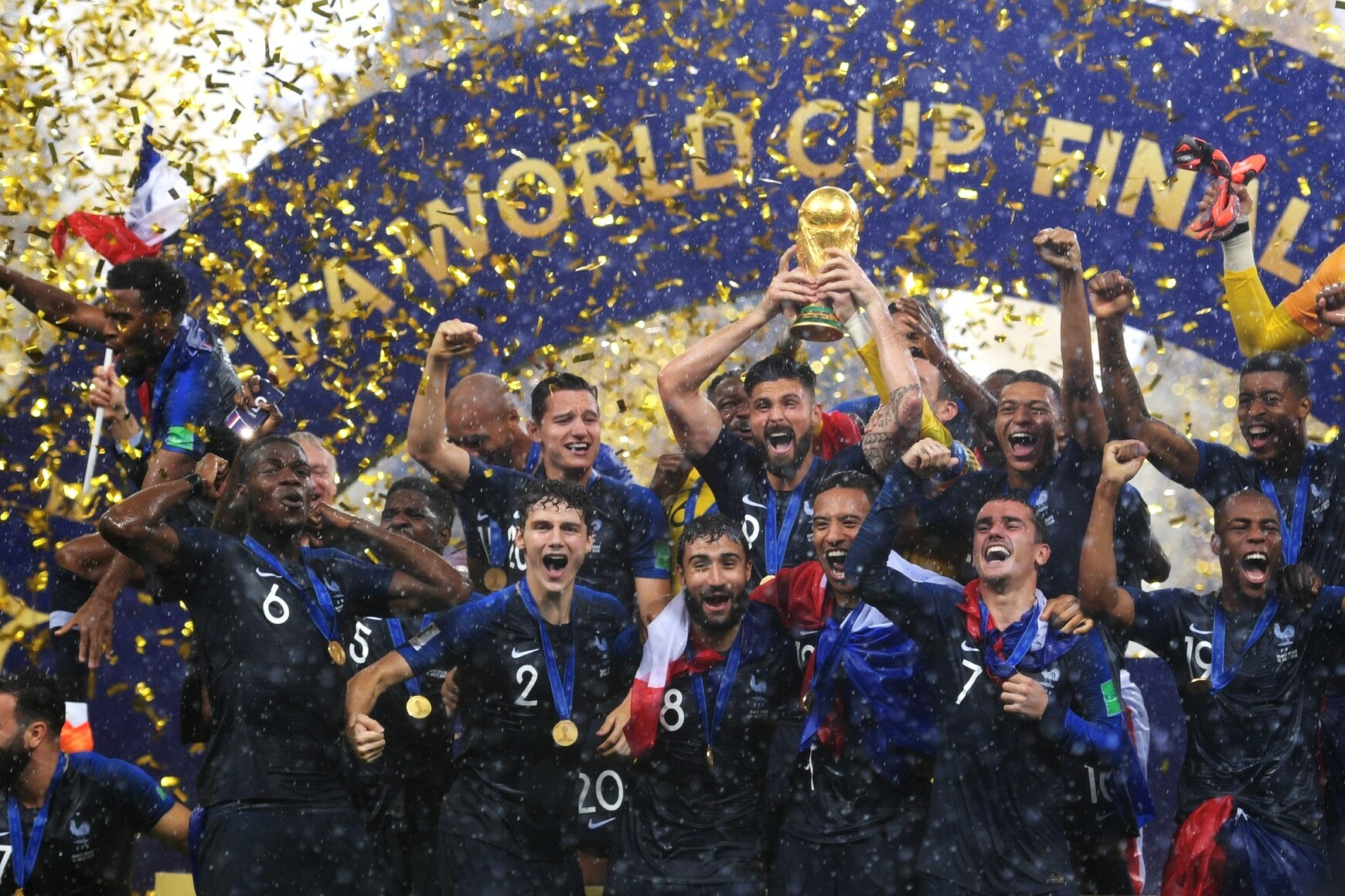
Francia ganó la Copa Mundial de Fútbol de 2018 después de eliminar a Argentina en octavos de final

### Copa Mundial de Fútbol de 2018
En la Copa Mundial de Fútbol de 2018, luego de una complicada fase de grupos, Argentina debió enfrentar a Francia en los octavos de final, que había clasificado cómodamente como primera de grupo. Debido a los resultados obtenidos por ambos países en la fase de grupos, se esperaba un abultado triunfo francés, pero el partido sorprendió: a pesar de que los franceses comenzaron ganando gracias a un penal de Antoine Griezmann a los 13 minutos del primer tiempo, a los 41 minutos el delantero argentino Ángel Di María anotó un gol al ángulo desde afuera del área, yendo al entretiempo con un empate 1-1. Apenas tres minutos de iniciado el segundo tiempo, Argentina se puso en ventaja con un gol de cabeza del defensor Gabriel Mercado. Sin embargo, cinco minutos después, el defensor francés Benjamin Pavard igualó el partido con una espectacular volea de tres dedos desde afuera del área, que luego sería premiado como el gol del torneo. Durante el resto del segundo tiempo, Francia dominó el partido y su joven promesa, el delantero Kylian Mbappé, convirtió un doblete. A pesar del resultado, el delantero argentino Sergio Agüero anotó un gol de descuento de cabeza gracias a un centro de la estrella de Argentina, Lionel Messi. Sobre la hora, el equipo argentino tuvo oportunidad de empatar el partido desde un córner, pero el tiro de Di María se fue desviado. El resultado tan inusual y la calidad de las jugadas del partido lo definieron como uno de los mejores de la historia de los mundiales. Además, la destacada actuación de Mbappé en contraste con el flojo partido de Messi, quien era considerado el mejor jugador del mundo, dio indicios del nacimiento de una nueva rivalidad. Francia terminó llegando a la final y ganándola gracias a un aplastante resultado ante Croacia, con Mbappé siendo su jugador estrella.

### Copa Mundial de Fútbol de 2022

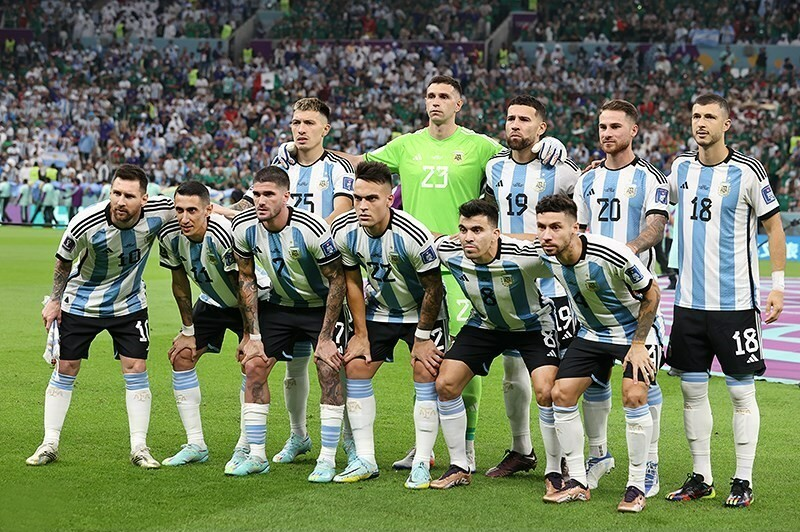
Argentina ganó la Copa Mundial de Fútbol de 2022, venciendo a Francia en la final

Se enfrentaron nuevamente en la Final de la Copa Mundial de Fútbol de 2022. Ambos equipos llegaban confiados a la final y sus jugadores estrella, los compañeros del PSG, Lionel Messi y Kylian Mbappé, se disputaban el Balón de Oro y la Bota de Oro. Debido al antecedente de los octavos de final del anterior mundial, esta vez sí se esperaba un partido de calidad superlativa, que nuevamente superó las expectativas: el primer tiempo fue dominado totalmente por Argentina; Messi convirtió el primer gol, de penal, a los 22 minutos y luego, a los 36 minutos, una excepcional jugada colectiva determinó el 2-0. El equipo francés no encontraba rumbo y su entrenador, Didier Deschamps, realizó dos cambios antes del entretiempo. En el segundo tiempo, Francia seguía sin encontrar el gol, hasta que una infracción de Nicolás Otamendi dentro de su área en el minuto 80 determinó un penal para Francia, que Mbappé intercambió por un gol. Lejos de considerarlo el descuento, tan solo 95 segundos después Mbappé aprovechó una mala salida del lateral argentino Nahuel Molina y marcó el empate de volea, que significó que el partido siguiera con tiempo extra. En el minuto 108, Messi anotó el gol que le daría la copa, pero en el minuto 117 se pitó otro penal para Francia, con el que Mbappé impuso el 3-3 y se convirtió en el segundo jugador en anotar un hat trick en una final de la Copa del Mundo. En el minuto 123, el delantero francés Randal Kolo Muani quedó solo frente al arquero argentino Emiliano Martínez, pudiendo replicar el resultado de 2018 con el que conseguirían el bicampeonato, pero Martínez tapó el disparo con un pie, salvando a la selección argentina gracias a la que es considerada la atajada más importante de la historia del fútbol. Terminada la prórroga, el arquero argentino se lució en la tanda de penales atajándoselos a Kingsley Coman y Aurélien Tchouaméni. Finalmente, el defensor argentino Gonzalo Montiel anotó el cuarto penal, dándole su tercera Copa del Mundo a la Argentina. Aunque Mbappé consiguió la Bota de Oro al haber llegado a sumar 8 goles en un solo mundial, Messi fue premiado con el Balón de Oro, convirtiéndose en el único jugador en la historia del fútbol en conseguir dos Balones de Oro de la Copa del Mundo (el primero lo había recibido en la Copa Mundial de Fútbol de 2014).

## La rivalidad definida

### Emiliano Martínez: «Enemigo público Nº1»
El héroe de la final, Emiliano «Dibu» Martínez, fue severamente criticado por la prensa europea debido a su manera de celebrar. La prensa francesa llegó a definirlo como "el argentino más odiado" por sus gestos de victoria, a los cuales consideraron indecentes y obscenos. A pesar de estos reclamos de respeto, Adil Rami, futbolista francés de origen marroquí que salió campeón del mundo en 2018, insultó abiertamente a Martínez y publicó caricaturas que insinuaban que Mbappé había abusado sexualmente del arquero y lo dejó traumatizado. Ningún organismo se pronunció al respecto. Además, a pesar de acusar a los jugadores argentinos de violentos y malvados, Rami fue acusado de violencia de género por su expareja Pamela Anderson.
El 30 de octubre de 2023, en la ceremonia de entrega de los premios Ballon d'Or, celebrada en París, Martínez recibió el Trofeo Yashin al mejor arquero del año. Mientras se encontraba recibiendo el premio, los aficionados locales lo abuchearon a él y a su padre, quien lo acompañaba. A pesar de esto, el presentador, el exfutbolista Didier Drogba, pudo calmar a los fanáticos y la ceremonia continuó con normalidad.
Martínez sufrió nuevamente las agresiones de los aficionados franceses en el partido de su equipo, el Aston Villa, contra el Lille por la vuelta de los cuartos de final de la Conference League 2024. En la previa, el portal de noticias francés Get French Football News declaró al arquero «Enemigo público Nº1» y que «reabre antiguas heridas» para los aficionados franceses. El partido terminó 2-1 a favor del Lille y 3-3 en el global, por lo que la serie se definió por penales. Entre abucheos y silbidos, Martínez le atajó sus penales a la estrella del equipo Nabil Bentaleb y a Benjamin André, determinando la eliminación del equipo francés y con el arquero argentino desahogándose contra los aficionados franceses.

### Acusaciones de racismo
El 16 de noviembre de 2022, en la previa del Mundial, el canal de televisión argentino TyC Sports, luego de una entrevista a unos aficionados argentinos, les dio espacio para que cantaran una canción de cancha (al ritmo de Boby, mi buen amigo), la cual estaba cargada de contenido polémico. Diversos medios del mundo acusaron a los fanáticos argentinos de promover la xenofobia, el racismo y la homofobia debido a estos cánticos.
Esta canción fue entonada por el futbolista Enzo Fernández en las celebraciones por el triunfo de Argentina en la Copa América 2024. El video del mediocampista fue viralizado en todo el mundo y la Federación Francesa de Fútbol reclamó ante la FIFA por esta actitud, que consideraban racista y discriminatoria. Lejos de sentirse intimidados, los aficionados argentinos continuaron entonando estas canciones, intensificando la rivalidad contra Francia. El futbolista fue marginado por el mundo del fútbol durante un par de semanas, hasta que los propios compañeros que lo habían denunciado se retractaron de las acusaciones y consintieron en que fue todo un malentendido. Sin embargo, el consenso de los aficionados franceses es que la rivalidad con Argentina está cargada de un componente racista.

### Repercusiones en otras disciplinas
Los Juegos Olímpicos de París 2024 fueron el escenario propicio para que los franceses descargaran su ira contra Argentina. Se reportaron abucheos contra todos los deportistas argentinos pero en especial los seleccionados de fútbol, rugby y voley. La única excepción se dio cuando el ciclista José Torres Gil recibió la medalla de oro en la disciplina de BMX.
La selección de fútbol olímpico argentina vivió una situación particular, ya que tuvieron que enfrentarse a Francia en los cuartos de final del torneo. Además, ya se había vuelto un escándalo la denuncia contra Enzo Fernández por racismo, hecho que los jugadores franceses usaron para motivarse.El partido terminó 1-0 a favor de Francia. En el festejo, el mediocampista francés Enzo Millot fue a provocar a los aficionados argentinos, lo que desató una pelea entre los jugadores. Por su incitación a la violencia, el árbitro lo expulsó. Luego de la trifulca, el director técnico de Francia, Thierry Henry, se disculpó por el mal comportamiento de sus jugadores. Sin embargo, Millot reivindicó sus actos, afirmando que deseaba festejar "en la cara" de los argentinos y estaban en guerra contra ellos como franceses. 

### Repercusiones políticas
Debido a que la polémica sobre la canción cantada por Enzo Fernández ocurrió en simultáneo a una compleja relación entre el presidente de Argentina, Javier Milei y su vicepresidenta, Victoria Villarruel, la segunda declaró, con relación a la polémica, que Francia es un país colonialista y que apoyaba al futbolista. A pesar de las declaraciones de la vicepresidenta, la hermana del presidente, Karina Milei, fue «de urgencia» a la Embajada de Francia en Argentina a pedir disculpas en nombre del país.

## Historial

### Encuentros totales de selección
Historial de enfrentamientos entre selecciones absolutas.
- Actualizado al 18 de diciembre de 2022.

| Partidos jugados | Ganó Argentina | Empates | Ganó Francia | Goles (Arg) | Goles (Fra) |
| ---------------- | -------------- | ------- | ------------ | ----------- | ----------- |
| 13               | 6              | 4       | 3            | 18          | 14          |

### Enfrentamientos en Mundiales
| Edición        | Fase             | Fecha                   | Resultado                   | Ref.   |
| -------------- | ---------------- | ----------------------- | --------------------------- | ------ |
| Uruguay 1930   | Fase de grupos   | 7 de julio de 1930      | Argentina 1:0 Francia       | [ 25 ] |
| Argentina 1978 | Fase de grupos   | 6 de junio de 1978      | Argentina 2:1 Francia       | [ 26 ] |
| Rusia 2018     | Octavos de final | 30 de junio de 2018     | Argentina 3:4 Francia       | [ 27 ] |
| Qatar 2022     | Final            | 18 de diciembre de 2022 | Argentina 3:3 (4:2) Francia |        |

## Comparación de títulos de selecciones absolutas
A continuación se listan solo torneos oficiales de selecciones absolutas. Se incluye la Copa de Campeones Conmebol-UEFA, la cual es un título oficial intercontinental organizado por UEFA y Conmebol en conjunto por lo que también se la conocía como campeonato Intercontinental de selecciones.
| Competición                                           | Francia | Argentina |
| ----------------------------------------------------- | ------- | --------- |
| Mundial de Fútbol                                     | 2       | 3         |
| Copa FIFA Confederaciones                             | 2       | 1         |
| Copa de Campeones Conmebol-UEFA                       | 1       | 2         |
| Eurocopa/Copa América                                 | 2       | 16        |
| UEFA Nations League/Campeonato Panamericano de Fútbol | 1       | 1         |
| Totales                                               | 8       | 23        |